# CD 콜룽가
CD 콜룽가(스페인어: Club Deportivo Colunga)는 아스투리아스주의 콜룽가를 연고지를 둔 스페인의 축구 클럽이다.